# Dalmsholte
Dalmsholte (52° 29′ N, 6° 22′ L) é uma vila dos Países Baixos, na província de Overijssel. Dalmsholte pertence ao município de Ommen, e está situada a 18 km, a leste de Zwolle.
A área de Dalmsholte, que também inclui as partes periféricas da cidade, bem como a zona rural circundante, tem uma população estimada em 200 habitantes.